# Смоленське воєводство
54°46′58″ пн. ш. 32°02′43″ сх. д. / 54.78278° пн. ш. 32.04528° сх. д.
Смоленське воєводство (лат. Palatinatus Smolencensis, пол. województwo smoleńskie, рос. Смоле́нское воево́дство) — адміністративно-територіальна одиниця у складі Великого князівства Литовського. Формально воно існувало з 1508 р. до 1793 р., а у періоди з 1514 р. до 1613 р. та від 1654 р. до 1793 р. — лише номінально. Площа — близько 53 тисячі км². Центр — місто Смоленськ.
На півночі та сході воєводство межувало з Великим князівством Московським (згодом, Московським царством), на півдні — зі Мстиславським воєводством і з Сіверської землею (з 1635 року — Чернігівським воєводством), на заході — з Вітебським воєводством.

## Історія
У XII столітті навколо м. Смоленська утворилося незалежне від м. Києва Смоленське князівство. У 1395 р. воно було підпорядковане великим князем литовським Вітовтом і з 1404 р. включено до складу Великого князівства Литовського як Смоленська земля, керована великокнязівськими намісниками і користувалася широкою автономією. 1432 року смоленська шляхта підтримала Свидригайла. 1434 року Смоленськ стає резиденцією митрополита Герасима. У 1436—1439 роках воєводство пережило страшний голод. 1440 року населення повстало проти воєводи Андрія Саковича, поставивши воєводою князя Андрія Єремійовича Дорогобузького (онука тверського князя Костянтина Михайловича). Але невдовзі тут владу перебрав Юрій Лугвенович, який намагався відновити велике князівство Смоленське. До кінця 1440 року повстання було придушено.
У 1508 р. Смоленська земля була перетворена в воєводство.
Під час московсько-литовської війни 1512—1522 років у 1514 р. Смоленськ був загарбаний московськими військами, а за умовами укладеного в 1522 році Перемир'я територія Смоленського воєводства увійшла до складу Великого князівства Московського.
Під час війни Речі Посполитої з Росією у 1609—1618 роках Смоленщина була завойована польсько-литовськими військами, а в 1611 р., після майже дворічної облоги, був узяте м. Смоленськ. Вже 4 листопада 1611 року місту було надано магдебурзьке право. Того ж року утворюється Смоленський єпископат католицької церкви. Король видав універсал про приєднання Смоленського воєводства до Польського королівства, що викликало широке невдаволення шляхти Великого князівства Литовського. У зв'язку з цим в 1613 р. Сейм Речі Посполитої постановив поновити Смоленське воєводство у складі Великого князівства Литовського. За умовами укладеного в 1618 році Деулінського перемир'я Росія визнала територіальні втрати. До складу зазначеного воєводства увійшли землі Смоленщини з містами Білий, Дорогобуж, Рославль, Смоленськ, Серпейськ, а також московські повіти Невель і Себеж з Червоним Городком, Сіверська земля з Трубчевське князівство і Почапська волость. Положення православних віруючих, які не перейшли в католицизм або унію, значно погіршилися, мало місце утиск інших конфесій крім католицтва й уніатства.
12 травня 1623 року на прохання місцевої шляхти приймається «Прерогатива Сигізмунда III смоленській шляхті». Згідно з цим документом, на території Смоленського воєводства Великого князівства Литовського скасовувалась дія Варшавської конфедерації 1573 року, включеної до складу III Литовського Статуту і гарантувала населенню Речі Посполитої мирне співіснування різних християнських церков. На Смоленщині законно функціонувати могла лише одна конфесія – католицька. Невдовзі активну діяльність розгорнули єзуїти, які активно протисдіяли зведенню православних церкво і заснуванню монастирів.
У 1625 р. у складі згаданого воєводства був утворений Стародубський повіт, а землі, що лежать на північ від нього, утворили Смоленський повіт. За підсумками Смоленської війни 1632—1634 років Росії відійшла Серпейська волость. На частині Сіверщини в 1634 році було утворено Чернігівське воєводство у складі Королівства Польського. 1638 року Невельська волость, Себежська волость і Красногородська волость були передані до складу Полоцького воєводства. У 1644 р. король польський і великий князь литовський заради «жесту доброї волі» передали Росії Трубчевськ.
У 1620-1640-х роках на території воєводства проведена була аграрна реформа («Волочна поміра»), тоді звільнена земля роздавалася козакам, литовським татарам, пушкарям, іншим військово-служилим людям і шляхті (на умовах ленного права). У 1633 р. Криштоф Радзивілл отримав в ленне володіння Невельську і Себежську волості. У період від 1611 р. до 1626 р. 9 міст воєводства отримали Магдебурзьке право, в Смоленську було створено 4 ремісничих цехи.
Під час війни 1654—1667 років Смоленське воєводство було зайнято російськими військами, вже на початковому етапі війни було узято м. Смоленськ. За підсумками Андрусівського перемир'я 1667 р. і Вічного миру 1686 територія воєводства увійшла до складу Московського царства, але в Речі Посполитій продовжували існувати повітові посади Смоленського воєводства, а з території воєводства «бігла шляхта» (езгулянти) збирала сеймики у м. Вільно. У 1793 р. номінально існувавше Смоленське воєводство було ліквідовано російським окупаційним режимом, а посади смоленських воєвод і каштелянів були перейменовані в мерецьких (див. «Поділи Речі Посполитої»).